# Told (Hajdú-Bihar)
Told est un village et une commune du comitat de Hajdú-Bihar en Hongrie.